# Гущин, Эдуард Викторович
Эдуа́рд Ви́кторович Гу́щин (27 июля 1940, Мотыгино, Красноярский край — 14 марта 2011, Москва) — советский толкатель ядра, бронзовый призёр Олимпийских игр 1968 года, экс-рекордсмен Европы и СССР. Мастер спорта СССР международного класса (1966).

## Биография
В детстве занимался баскетболом у легендарного тренера Василия Репиты. Однако ему пришлось уйти из секции: условий для тренировок не было, и молодой Гущин часто ранил себе ноги о гвозди в гнилом полу. Уже тогда у него была ступня 50-го размера, на которую было невозможно найти обувь. В итоге Репита отстранил его от тренировок, после чего Гущин ушёл в лёгкую атлетику.
В сборной СССР с 1965 года. В 1966 и 1967 годах устанавливал рекорды СССР и Европы. В 1967 году в Праге на Европейских легкоатлетических играх в помещении (прообразе чемпионатов Европы в помещении) Гущин выиграл серебро с результатом 18 м 95 см, уступив своему соотечественнику Николаю Карасёву (19 м 26 см).
В 1968 году на Олимпийских играх в Мехико с результатом 20 м 9 см занял третье место, уступив только двум американцам — Рэнди Мэтсону (20 м 54 см) и Джорджу Вудсу (20 м 12 см). Все три призёра (а также атлеты, занявшие и 4-е и 5-е места) показали в финале свои лучшие результаты в первой попытке из шести. При этом Гущин стал первым советским легкоатлетом, толкнувшим ядро за 20 метров и первым советским мужчиной, выигравшим олимпийскую медаль в этой дисциплине.
В 1969 году занял 6-е место на чемпионате Европы в Афинах, а на следующий год стал пятым на чемпионате Европы в помещении в Вене.
После окончания спортивной карьеры работал в спорткомитете начальником отдела лёгкой атлетики. Затем нашёл себя в сфере здравоохранения, занимаясь мануальной практикой.
Скончался 14 марта 2011 года. Похоронен в колумбарии Донского кладбища в Москве.